# România la Jocurile Olimpice de vară din 2024

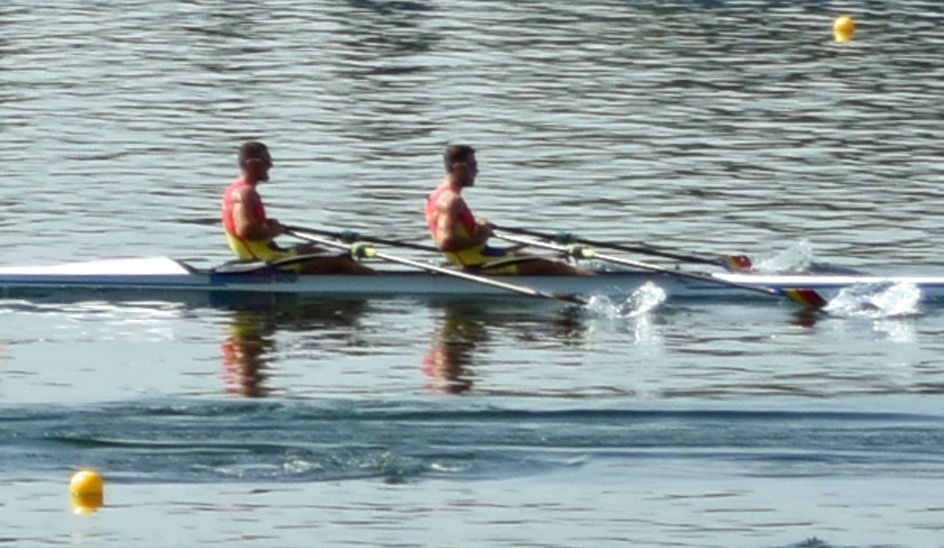
Andrei Cornea și Marian Enache (semifinală)

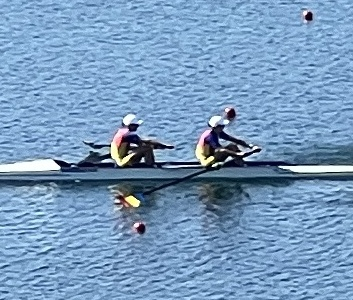
Ioana Vrînceanu și Roxana Anghel (serii)

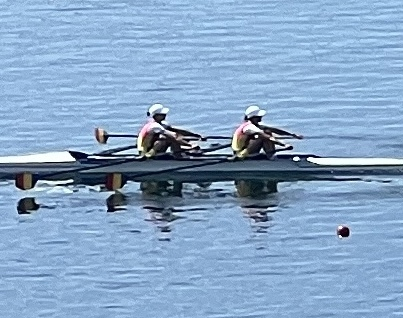
Gianina van Groningen și Ionela Cozmiuc (serii)

România a participat la Jocurile Olimpice de vară din 2024 de la Paris, Franța, în perioada 26 iulie-11 august 2024. România a sărbătorit astfel centenarul în ceea ce privește prezențele oficiale la Jocurile Olimpice, prima astfel de prezență a delegației țării având loc la ediția din 1924, desfășurată tot la Paris (deși prima prezență românească fusese la ediția din 1900, de asemenea la Paris, atunci sportivii fuseseră pe cont propriu, nu reprezentând România).
Începând din 1924, sportivii români au participat la fiecare ediție a Jocurilor Olimpice de vară, cu excepția a două ocazii: Jocurile Olimpice de vară din 1932 din Los Angeles, în perioada Marii Crize, și Jocurile Olimpice de vară din 1948 de la Londra.
Ionela Cozmiuc și Marius Cozmiuc au fost purtătorii de drapel la ceremonia de deschidere. Halterofila Mihaela Cambei a fost aleasă să poarte drapelul la cermonia de închidere.

## Medaliați
| Medalie | Nume | Sport      | Probă                        | Dată     |
| ------- | --- | ---------- | ---------------------------- | -------- |
| Aur     | David Popovici | Natație    | 200 m liber                  | 29 iulie |
| Aur     | Andrei Cornea Marian Enache | Canotaj    | Dublu vâsle                  | 1 august |
| Aur     | Adriana Adam Roxana Anghel Amalia Bereș Ancuța Bodnar Maria Lehaci Maria-Magdalena Rusu Simona Radiș Ioana Vrînceanu Victoria Petreanu | Canotaj    | Opt rame cu cârmaci          | 3 august |
| Argint  | Nicoleta-Ancuța Bodnar Simona Radiș | Canotaj    | Dublu vâsle                  | 1 august |
| Argint  | Roxana Anghel Ioana Vrînceanu | Canotaj    | Dublu rame                   | 2 august |
| Argint  | Ionela Cozmiuc Gianina van Groningen                                                                                                   | Canotaj    | Dublu vâsle categoria ușoară | 2 august |
| Argint  | Mihaela Cambei | Haltere    | Feminin −49 kg               | 7 august |
| Bronz   | David Popovici | Natație    | 100 m liber                  | 31 iulie |
| Bronz   | Ana Bărbosu | Gimnastică | Sol                          | 5 august |

## Numărul de sportivi calificați per sport
| Sport         | Bărbați | Femei | Total |
| ------------- | ------- | ----- | ----- |
| Atletism      | 3       | 9     | 12    |
| Box           | 0       | 1     | 1     |
| Caiac canoe   | 3       | 0     | 3     |
| Canotaj       | 22      | 23    | 45    |
| Ciclism       | 1       | 0     | 1     |
| Gimnastică    | 1       | 6     | 7     |
| Haltere       | 0       | 2     | 2     |
| Judo          | 1       | 0     | 1     |
| Lupte         | 2       | 3     | 5     |
| Natație       | 2       | 1     | 3     |
| Navigație     | 0       | 1     | 1     |
| Polo pe apă   | 13      | 0     | 13    |
| Scrimă        | 0       | 1     | 1     |
| Tenis         | 0       | 4     | 4     |
| Tenis de masă | 2       | 3     | 5     |
| Tir cu arcul  | 0       | 1     | 1     |
| Triatlon      | 1       | 0     | 1     |
| Total         | 51      | 55    | 106   |

## Atletism
12 sportivi români au îndeplinit criteriile de calificare, fie prin atingerea baremului de calificare, fie prin clasamentul mondial, la următoarele probe de atletism (până la maximum 3 sportivi la fiecare probă):
Legendă
- C = Calificat pentru runda următoare
- c = Calificat pentru următoarea rundă ca cel mai rapid învins sau, în probele de teren, după poziție fără a atinge ținta de calificare
- RN = Record național
- N/A = Runda nu se aplică pentru probă
- PAS = Atletul nu este obligat să concureze în rundă

Feminin
Probe pe șosea și pistă
| Atletă                 | Probă             | Serie    | Serie | Recalificări | Recalificări | Semifinală | Semifinală | Finală       | Finală       |
| Atletă                 | Probă             | Rezultat | Loc   | Rezultat     | Loc          | Rezultat   | Loc        | Rezultat     | Loc          |
| ---------------------- | ----------------- | -------- | ----- | ------------ | ------------ | ---------- | ---------- | ------------ | ------------ |
| Andrea Miklós          | 400 m             | 50,54    | 15 C  | N/A          | N/A          | 50,78      | 15         | nu a avansat | nu a avansat |
| Stella Rutto           | 3.000 m obstacole | 9:31,23  | 31    | N/A          | N/A          | N/A        | N/A        | nu a avansat | nu a avansat |
| Delvine Relin Meringor | Maraton           | N/A      | N/A   | N/A          | N/A          | N/A        | N/A        | –            | DS           |
| Joan Chelimo Melly     | Maraton           | N/A      | N/A   | N/A          | N/A          | N/A        | N/A        | –            | NT           |

Probe pe teren
| Atletă                | Probă                | Calificare | Calificare | Finală       | Finală       |
| Atletă                | Probă                | Distanță   | Loc        | Distanță     | Loc          |
| --------------------- | -------------------- | ---------- | ---------- | ------------ | ------------ |
| Alina Rotaru-Kottmann | Săritura în lungime  | 6,63       | 9 c        | 6,67         | 7            |
| Daniela Stanciu       | Săritura în înălțime | 1,88       | =19        | nu a avansat | nu a avansat |
| Diana Ion             | Triplusalt           | 14,03      | 13         | nu a avansat | nu a avansat |
| Andreea Taloș         | Triplusalt           | 14,23      | 9 c        | 14,03        | 10           |
| Bianca Ghelber        | Aruncarea ciocanului | 71,42      | 11 c       | 72,36        | 9            |
| Andrei Toader         | Aruncarea greutății  | 20,24      | 18         | nu a avansat | nu a avansat |
| Alin Firfirică        | Aruncarea discului   | 63,66      | 11 c       | 64,45        | 11           |
| Alexandru Novac       | Aruncarea suliței    | 81,08      | 17         | nu a avansat | nu a avansat |

## Box
România a calificat o pugilistă la Paris 2024, Lăcrămioara Perijoc care și-a asigurat calificarea în 2023, la Jocurile Europene de la Nowy Targ, Polonia
| Sportiv             | Probă         | Primul meci       | Optimi                 | Sferturi de finală | Semifinale        | Finală            | Loc |
| Sportiv             | Probă         | Adversar Rezultat | Adversar Rezultat      | Adversar Rezultat  | Adversar Rezultat | Adversar Rezultat | Loc |
| ------------------- | ------------- | ----------------- | ---------------------- | ------------------ | ----------------- | ----------------- | --- |
| Lăcrămioara Perijoc | Cocoș feminin | PAS               | Enkhjargal (MGL) P 1–4 | nu a avansat       | nu a avansat      | nu a avansat      | =9  |

## Caiac canoe

### Sprint
România a calificat două bărci pentru Paris 2024, la C-1 1000 m și C-2 500 m, ambele la masculin după Campionatele Mondiale din 2023, de la Duisburg.
Masculin
| Sportiv                  | Probă      | Serie   | Serie | Sferturi de finală | Sferturi de finală | Semifinale | Semifinale | Finală B | Finală B | Finală A | Loc |
| Sportiv                  | Probă      | Timp    | Loc   | Timp               | Loc                | Timp       | Loc        | Timp     | Loc      | Timp     | Loc |
| ------------------------ | ---------- | ------- | ----- | ------------------ | ------------------ | ---------- | ---------- | -------- | -------- | -------- | --- |
| Cătălin Chirilă          | C-1 1000 m | 3:44,75 | 1     | PAS                | PAS                | 3:45,78    | 5 FB       | 3:47,48  | 1        | N/A      | 9   |
| Ilie Sprîncean Oleg Nuță | C-2 500 m  | 1:40,84 | 5     | 1:40,00            | 2                  | 1:43,42    | 5 FB       | 1:43,80  | 1        | N/A      | 9   |

Legendă calificare: FA = Calificarea la finală (medalie); FB = Calificarea la finala B (fără medalie)

## Canotaj
România a obținut următoarele calificări la Paris 2024 după Campionatele Mondiale din 2023 de la Belgrad și regatele de calificare din 2024:
Masculin
| Sportiv | Probă                   | Serie   | Serie  | Recalificări | Recalificări | Sferturi | Sferturi | Semifinale | Semifinale | Finală  | Loc |
| Sportiv | Probă                   | Timp    | Loc    | Timp         | Loc          | Timp     | Loc      | Timp       | Loc        | Timp    | Loc |
| --- | ----------------------- | ------- | ------ | ------------ | ------------ | -------- | -------- | ---------- | ---------- | ------- | --- |
| Mihai Chiruță | Simplu vâsle            | 6:51,51 | 1 QF   | PAS          | PAS          | 6:46,32  | 3 SA/B   | 6:52,95    | 5 FB       | 6:44,83 | 7   |
| Andrei Cornea Marian Enache | Dublu vâsle             | 6:16,47 | 1 SA/B | PAS          | PAS          | N/A      | N/A      | 6:15,73    | 3 FA       | 6:12,58 | 1   |
| Florin Horodișteanu Andrei Lungu Leontin Nuțescu Ioan Prundeanu                                                                                       | Patru vâsle             | 5:51,14 | 5 R    | 5:56,32      | 5 FB         | N/A      | N/A      | N/A        | N/A        | 5:54,77 | 9   |
| Florin Arteni Florin Lehaci | Dublu rame              | 6:40,29 | 2 SA/B | PAS          | PAS          | N/A      | N/A      | 6:29,86    | 1 FA       | 6:25,61 | 4   |
| Sergiu Bejan Ștefan Berariu Andrei Mândrilă Ciprian Tudosă                                                                                            | Patru rame fără cârmaci | 6:06,60 | 3 R    | 5:53,52      | 2 FA         | N/A      | N/A      | N/A        | N/A        | 5:56,85 | 5   |
| Mihăiță Țigănescu Laurențiu Danciu Bogdan Băitoc Constantin Adam Marius Cozmiuc Mugurel Semciuc Florin Arteni Florin Lehaci Adrian Munteanu (cârmaci) | Opt cu cârmaci          | 5:55,82 | 4 R    | 5:30,00      | 3 FA         | N/A      | N/A      | N/A        | N/A        | 5:30,15 | 5   |

Feminin
| Sportiv | Probă                        | Serii   | Serii  | Recalificări | Recalificări | Semifinale | Semifinale | Finală  | Loc |
| Sportiv | Probă                        | Timp    | Loc    | Timp         | Loc          | Timp       | Loc        | Timp    | Loc |
| --- | ---------------------------- | ------- | ------ | ------------ | ------------ | ---------- | ---------- | ------- | --- |
| Ionela Cozmiuc Gianina van Groningen | Dublu vâsle categoria ușoară | 7:03,83 | 1 SA/B | PAS          | PAS          | 6:56,65    | 1 FA       | 6:48,78 | 2   |
| Ancuța Bodnar Simona Radiș | Dublu vâsle                  | 6:48,49 | 1 SA/B | PAS          | PAS          | 6:51,41    | 1 FA       | 6:50,69 | 2   |
| Emanuela Ciotău Patricia Cireș Mădălina Moroșan Alexandra Ungureanu                                                                              | Patru vâsle                  | 6:24,74 | 4 R    | 6:33,84      | 4 FB         | N/A        | N/A        | 6:29,64 | 7   |
| Roxana Anghel Ioana Vrînceanu | Dublu rame                   | 7:24,27 | 1 SA/B | PAS          | PAS          | 7:14,53    | 2 FA       | 7:02,97 | 2   |
| Adriana Adam Amalia Bereș Maria Lehaci Maria-Magdalena Rusu                                                                                      | Patru rame fără cârmaci      | 6:44,55 | 2 FA   | PAS          | PAS          | N/A        | N/A        | 6:29,52 | 4   |
| Adriana Adam Roxana Anghel Amalia Bereș Ancuța Bodnar Maria Lehaci Maria-Magdalena Rusu Simona Radiș Ioana Vrînceanu Victoria Petreanu (cârmaci) | Opt rame cu cârmaci          | 6:12,31 | 1 FA   | PAS          | PAS          | N/A        | N/A        | 5:54,39 | 1   |

Legendă calificare FA=Finală A (medalie); FB=Finală B (fără medalie); FC=Finală C (fără medalie); FD=Finală D (fără medalie); FE=Finală E (fără medalie); FF=Finală F (fără medalie); SA/B=Semifinale A/B; SC/D=Semifinale C/D; SE/F=Semifinale E/F; QF=Sferturi de finală; R=Recalificări

## Ciclism

### Mountain bike
România s-a calificat cu un singur rutier pentru cursa cross-country masculin, pe baza clasamentului mondial.
| Sportiv    | Probă                  | Timp      | Loc |
| ---------- | ---------------------- | --------- | --- |
| Ede Molnar | Cross-country masculin | -6 tururi | 34  |

## Gimnastică

### Artistică
România a intrat în competiția olimpică cu echipa feminină care a obținut calificarea după rezultatul obținut la Campionatele Mondiale din 2023, de la Antwerp. La masculin, singura calificare a României a fost obținută de Andrei Muntean, la individual-compus, de asemenea la Mondialele de la Antwerp.
Masculin
| Sportiv        | Probă    | Calificare | Calificare | Calificare | Calificare | Calificare | Calificare | Calificare | Calificare | Finală       | Finală       | Finală       | Finală       | Finală       | Finală       | Finală       | Finală       |
| Sportiv        | Probă    | Sol        | Cal        | Inele      | Sărituri   | Paralele   | Bară       | Total      | Loc        | Sol          | Cal          | Inele        | Sărituri     | Paralele     | Bară         | Total        | Loc          |
| -------------- | -------- | ---------- | ---------- | ---------- | ---------- | ---------- | ---------- | ---------- | ---------- | ------------ | ------------ | ------------ | ------------ | ------------ | ------------ | ------------ | ------------ |
| Andrei Muntean | Paralele | N/A        | N/A        | N/A        | N/A        | 14,366     | N/A        | 14,366     | 25         | nu a avansat | nu a avansat | nu a avansat | nu a avansat | nu a avansat | nu a avansat | nu a avansat | nu a avansat |

Feminin
Echipe
| Sportivă         | Probă  | Calificare | Calificare | Calificare | Calificare | Calificare | Calificare | Finală   | Finală   | Finală | Finală | Finală  | Finală |
| Sportivă         | Probă  | Sărituri   | Paralele   | Bârnă      | Sol        | Total      | Loc        | Sărituri | Paralele | Bârnă  | Sol    | Total   | Loc    |
| ---------------- | ------ | ---------- | ---------- | ---------- | ---------- | ---------- | ---------- | -------- | -------- | ------ | ------ | ------- | ------ |
| Ana Bărbosu      | Compus | 13,800     | 12,600     | 13,533     | 13,600 C   | 53,533     | 14 C       | 13,933   | 12,433   | 12,700 | 13,566 | N/A     | N/A    |
| Sabrina Voinea   | Compus | 13,666     | N/A        | 14,000 C   | 13,800 C   | N/A        | N/A        | 13,633   | N/A      | 13,800 | 13,900 | N/A     | N/A    |
| Lilia Cosman     | Compus | 13,500     | 11,333     | 12,833     | 12,466     | 50,132     | 50         | 13,433   | 13,133   | N/A    | N/A    | N/A     | N/A    |
| Amalia Ghigoarță | Compus | 13,000     | 13,066     | 13,266     | 13,333     | 52,665     | 19 C       | N/A      | 13,333   | 12,500 | 13,133 | N/A     | N/A    |
| Andreea Preda    | Compus | N/A        | 10,933     | N/A        | N/A        | N/A        | N/A        | N/A      | N/A      | N/A    | N/A    | N/A     | N/A    |
| Total            | Compus | 40,966     | 36,999     | 40,799     | 40,733     | 159,497    | 8 C        | 40,999   | 38,899   | 39,000 | 40,599 | 159,497 | 7      |

Individual
| Sportivă         | Probă  | Calificare                          | Calificare                          | Calificare                          | Calificare                          | Calificare                          | Calificare                          | Finală   | Finală   | Finală | Finală | Finală | Finală |
| Sportivă         | Probă  | Sărituri                            | Paralele                            | Bârnă                               | Sol                                 | Total                               | Loc                                 | Sărituri | Paralele | Bârnă  | Sol    | Total  | Loc    |
| ---------------- | ------ | ----------------------------------- | ----------------------------------- | ----------------------------------- | ----------------------------------- | ----------------------------------- | ----------------------------------- | -------- | -------- | ------ | ------ | ------ | ------ |
| Ana Bărbosu      | Compus | vezi rezultatele echipei de mai sus | vezi rezultatele echipei de mai sus | vezi rezultatele echipei de mai sus | vezi rezultatele echipei de mai sus | vezi rezultatele echipei de mai sus | vezi rezultatele echipei de mai sus | 14,000   | 12,433   | 12,466 | 13,566 | 52,465 | 17     |
| Amalia Ghigoarță | Compus | vezi rezultatele echipei de mai sus | vezi rezultatele echipei de mai sus | vezi rezultatele echipei de mai sus | vezi rezultatele echipei de mai sus | vezi rezultatele echipei de mai sus | vezi rezultatele echipei de mai sus | 13,100   | 12,566   | 11,900 | 13,166 | 50,732 | 22     |
| Sabrina Voinea   | Bârnă  | N/A                                 | N/A                                 | 14,000                              | N/A                                 | 14,000                              | 5 C                                 | N/A      | N/A      | 11,733 | N/A    | 11,733 | 8      |
| Ana Bărbosu      | Sol    | N/A                                 | N/A                                 | N/A                                 | 13,600                              | 13,600                              | 8 C                                 | N/A      | N/A      | N/A    | 13,700 | 13,700 | 3      |
| Sabrina Voinea   | Sol    | N/A                                 | N/A                                 | N/A                                 | 13,800                              | 13,800                              | 4 C                                 | N/A      | N/A      | N/A    | 13,700 | 13,700 | 4      |

### Ritmică
România a obținut un loc pentru concursul individual, după rezultatele de la Campionatele Mondiale din 2023, de la Valencia. 
Feminin
| Sportivă         | Probă      | Calificare | Calificare | Calificare | Calificare | Calificare | Calificare | Finală       | Finală       | Finală       | Finală       | Finală       | Finală       |
| Sportivă         | Probă      | Cerc       | Minge      | Măciuci    | Panglică   | Total      | Loc        | Cerc         | Minge        | Măciuci      | Panglică     | Total        | Loc          |
| ---------------- | ---------- | ---------- | ---------- | ---------- | ---------- | ---------- | ---------- | ------------ | ------------ | ------------ | ------------ | ------------ | ------------ |
| Annaliese Drăgan | Individual | 27,200     | 30,550     | 31,650     | 25,450     | 114,850    | 21         | nu a avansat | nu a avansat | nu a avansat | nu a avansat | nu a avansat | nu a avansat |

## Haltere
România a anunțat calificarea a două halterofile, Mihaela Cambei și Loredana Toma, prezența lor fiind confirmată de Federația Internațională.
| Sportiv        | Probă          | Smuls    | Smuls | Aruncat  | Aruncat | Total | Loc |
| Sportiv        | Probă          | Rezultat | Loc   | Rezultat | Loc     | Total | Loc |
| -------------- | -------------- | -------- | ----- | -------- | ------- | ----- | --- |
| Mihaela Cambei | Feminin −49 kg | 93       | 1     | 112      | 2       | 205   | 2   |
| Loredana Toma  | Feminin −71 kg | 115      | 3     | –        | FR      | –     | NT  |

## Judo
Masculin
| Sportiv   | Probă  | 16imi             | Optimi              | Sferturi          | Semifinale        | Recalificări      | Finală / BM       | Loc |
| Sportiv   | Probă  | Adversar Rezultat | Adversar Rezultat   | Adversar Rezultat | Adversar Rezultat | Adversar Rezultat | Adversar Rezultat | Loc |
| --------- | ------ | ----------------- | ------------------- | ----------------- | ----------------- | ----------------- | ----------------- | --- |
| Alex Creț | –90 kg | Tóth (HUN) C 10–0 | Macedo (BRA) P 0–10 | nu a avansat      | nu a avansat      | nu a avansat      | nu a avansat      | =9  |

## Lupte
Cinci luptători români s-au calificat pentru competiția olimpică. 

Legendă:
- VT (puncte de clasare: 5–0 sau 0–5) – Victorie prin cădere.
- VB (puncte de clasare: 5–0 sau 0–5) – victorie prin accidentare
- PP (puncte de clasare: 3–1 sau 1–3) – Decizie după puncte – învinsul prin puncte tehnice.
- PO (puncte de clasare: 3–0 sau 0–3) – Decizie după puncte – învinsul fără puncte tehnice.
- ST (puncte de clasare: 4–0 sau 0–4) – Superioritate – învinsul fără puncte tehnice și cu o marjă de victorie de cel puțin 8 (greco-romane) sau 10 (libere) puncte.
- SP (puncte de clasare: 4–1 v 1–4) – Superioritate tehnică – învinsul cu puncte tehnice și o marjă de victorie de cel puțin 8 (greco-romane) sau 10 (liber) puncte.

Masculin greco-roman
| Sportiv              | Probă   | Optimi               | Sferturi de finală      | Semifinală        | Recalificări      | Finală / FM       | Loc |
| Sportiv              | Probă   | Adversar Rezultat    | Adversar Rezultat       | Adversar Rezultat | Adversar Rezultat | Adversar Rezultat | Loc |
| -------------------- | ------- | -------------------- | ----------------------- | ----------------- | ----------------- | ----------------- | --- |
| Răzvan Arnăut        | −60 kg  | Başar (TUR) C 4–2    | Șarșenbekov (KGZ) P 0–9 | nu a avansat      | nu a avansat      | nu a avansat      | 9   |
| Alin Alexuc-Ciurariu | −130 kg | Sîzdîkov (KAZ) P 1–3 | nu a avansat            | nu a avansat      | nu a avansat      | nu a avansat      | 11  |

Feminin stil liber
| Sportivă        | Probă  | Optimi               | Sferturi de finală | Semifinală        | Recalificări           | Finală / FM       | Loc |
| Sportivă        | Probă  | Adversar Rezultat    | Adversar Rezultat  | Adversar Rezultat | Adversar Rezultat      | Adversar Rezultat | Loc |
| --------------- | ------ | -------------------- | ------------------ | ----------------- | ---------------------- | ----------------- | --- |
| Andreea Ana     | −53 kg | Drăguțan (MDA) C 5–0 | Yépez (ECU) P 0–7  | nu a avansat      | Hyo-gyong (PRK) P 0–11 | nu a avansat      | 9   |
| Kriszta Incze   | −62 kg | Motoki (JPN) P 0–4   | nu a avansat       | nu a avansat      | Godinez (CAN) P 0–2    | nu a avansat      | 16  |
| Cătălina Axente | −76 kg | Blades (USA) P 0–11  | nu a avansat       | nu a avansat      | Marín (CUB) P NS       | nu a avansat      | 16  |

## Natație
Înotătorii români au atins standardele de calificare în următoarele probe (până la maximum 2 înotători la fiecare probă la timpul de calificare olimpic (OQT) și potențial 1 la timpul de selecție olimpică (OST)):
| Sportiv            | Probă                 | Calificări        | Calificări        | Semifinală        | Semifinală        | Finală            | Loc               |
| Sportiv            | Probă                 | Timp              | Loc               | Timp              | Loc               | Timp              | Loc               |
| ------------------ | --------------------- | ----------------- | ----------------- | ----------------- | ----------------- | ----------------- | ----------------- |
| David Popovici     | 100 m liber masculin  | 47,92             | 3 C               | 47,66             | 5 C               | 47,49             | 3                 |
| David Popovici     | 200 m liber masculin  | 1:45,65           | 1 C               | 1:44,53           | 1 C               | 1:44,72           | 1                 |
| Vlad Stancu        | 800 m liber masculin  | 8:20,78           | 30                | N/A               | N/A               | nu a avansat      | nu a avansat      |
| Vlad Stancu        | 1500 m liber masculin | nu a luat startul | nu a luat startul | nu a luat startul | nu a luat startul | nu a luat startul | nu a luat startul |
| Rebecca Diaconescu | 200 m liber feminin   | 1:59,29           | 16 C              | 1:59,58           | 16                | nu a avansat      | nu a avansat      |

## Navigație
Romania a obținut calificarea la Jocurile Olimpice după Regata de la Hyères din 2024.
Concursuri de medalii
| Sportiv    | Probă                 | Cursă | Cursă | Cursă | Cursă | Cursă | Cursă | Cursă | Cursă | Cursă | Cursă | Cursă | Puncte | Loc |
| Sportiv    | Probă                 | 1     | 2     | 3     | 4     | 5     | 6     | 7     | 8     | 9     | 10    | M*    | Puncte | Loc |
| ---------- | --------------------- | ----- | ----- | ----- | ----- | ----- | ----- | ----- | ----- | ----- | ----- | ----- | ------ | --- |
| Ebru Bolat | Feminin ILCA 6 Dinghy | 28    | 16    | 32    | 5     | 14    | 21    | 24    | 26    | 24    | -     | EL    | 158    | 23  |

M = Cursă de medalii; EL = Eliminat – nu a progresat pentru cursa de medalii

## Polo pe apă
Echipa
- 1 Marius Țic (c)
- 2 Francesco Iudean
- 3 Matei Luțescu
- 4 Tudor Fulea
- 5 Andrei Neamțu
- 6 Andrei Prioteasa
- 7 Andrei Țepeluș
- 8 Nicolae Oanță
- 9 Silvian Colodrovschi
- 10 Vlad Georgescu
- 11 Sebastian Oltean
- 12 Levente Vancsik
- 13 Mihai Drăgușin
- Antrenor: Bogdan Rath

| Echipă  | Probă            | Faza grupelor | Faza grupelor        | Faza grupelor  | Faza grupelor | Faza grupelor     | Faza grupelor | Sferturi      | Semifinale    | Finală / BM   | Finală / BM |
| Echipă  | Probă            | Adversar Scor | Adversar Scor        | Adversar Scor  | Adversar Scor | Adversar Scor     | Clasament     | Adversar Scor | Adversar Scor | Adversar Scor | Clasament   |
| ------- | ---------------- | ------------- | -------------------- | -------------- | ------------- | ----------------- | ------------- | ------------- | ------------- | ------------- | ----------- |
| România | Turneul masculin | Grecia P 7–14 | Statele Unite P 8–14 | Croația P 8–11 | Italia P 7–18 | Muntenegru P 7–10 | 6             | nu a avansat  | nu a avansat  | nu a avansat  | 12          |

## Scrimă
România a calificat un singur scrimer la competiția olimpică. Mălina Călugăreanu a obținut calificarea după concursul preliminar de la Differdange, Luxemburg.
| Sportiv            | Probă                      | Primul meci   | Al doilea meci     | Optimi             | Sferturi de finală | Semifinală    | Finală / FM   | Loc |
| Sportiv            | Probă                      | Adversar Scor | Adversar Scor      | Adversar Scor      | Adversar Scor      | Adversar Scor | Adversar Scor | Loc |
| ------------------ | -------------------------- | ------------- | ------------------ | ------------------ | ------------------ | ------------- | ------------- | --- |
| Mălina Călugăreanu | Floretă feminin individual | PAS           | Ueno (JPN) C 15–13 | Volpi (ITA) P 9–15 | nu a avansat       | nu a avansat  | nu a avansat  | 14  |

## Tenis
| Sportiv                       | Probă          | Turul I                      | Turul II                            | Optimi        | Sferturi de finală | Semifinale    | Finală / FM   | Loc |
| Sportiv                       | Probă          | Adversar Scor                | Adversar Scor                       | Adversar Scor | Adversar Scor      | Adversar Scor | Adversar Scor | Loc |
| ----------------------------- | -------------- | ---------------------------- | ----------------------------------- | ------------- | ------------------ | ------------- | ------------- | --- |
| Irina Begu                    | Simplu feminin | Świątek (POL) P 2–6, 5–7     | nu a avansat                        | nu a avansat  | nu a avansat       | nu a avansat  | nu a avansat  | =33 |
| Ana Bogdan                    | Simplu feminin | Paolini (ITA) P 5–7, 3–6     | nu a avansat                        | nu a avansat  | nu a avansat       | nu a avansat  | nu a avansat  | =33 |
| Jaqueline Cristian            | Simplu feminin | Garcia (FRA) C 5–7, 6–3, 6–3 | Kerber (GER) P 4–6, 6–3, 4–6        | nu a avansat  | nu a avansat       | nu a avansat  | nu a avansat  | =17 |
| Monica Niculescu Irina Begu   | Dublu feminin  | N/A                          | Hsieh / Tsao (TPE) P 6–7(2–7), 5–7  | nu au avansat | nu au avansat      | nu au avansat | nu au avansat | =17 |
| Ana Bogdan Jaqueline Cristian | Dublu feminin  | N/A                          | Aoyama / Shibahara (JPN) P 2–6, 3–6 | nu au avansat | nu au avansat      | nu au avansat | nu au avansat | =17 |

## Tenis de masă
România a obținut calificarea cu echipa feminină care a ajuns în sferturi la Campionatele Mondiale din 2024 de la Busan și cu o pereche de dublu mixt prin alocările făcute după clasamentul mondial
| Sportiv                                         | Probă           | Preliminar        | Runda 1              | Runda 2             | Optimi                | Sferturi de finală   | Semifinale        | Finală / FM       | Loc |
| Sportiv                                         | Probă           | Adversar Rezultat | Adversar Rezultat    | Adversar Rezultat   | Adversar Rezultat     | Adversar Rezultat    | Adversar Rezultat | Adversar Rezultat | Loc |
| ----------------------------------------------- | --------------- | ----------------- | -------------------- | ------------------- | --------------------- | -------------------- | ----------------- | ----------------- | --- |
| Ovidiu Ionescu                                  | Simplu masculin | PAS               | Gaćina (CRO) P 1–4   | nu a avansat        | nu a avansat          | nu a avansat         | nu a avansat      | nu a avansat      | =33 |
| Eduard Ionescu                                  | Simplu masculin | PAS               | Aruna (NGR) C 4–3    | Kao (TPE) P 1–4     | nu a avansat          | nu a avansat         | nu a avansat      | nu a avansat      | =17 |
| Bernadette Szocs                                | Simplu feminin  | PAS               | Zhou (SGP) C 4–1     | Pesoțka (UKR) C 4–1 | Polcanova (AUT) P 0–4 | nu a avansat         | nu a avansat      | nu a avansat      | =9  |
| Elizabeta Samara                                | Simplu feminin  | PAS               | Brateiko (UKR) C 4–3 | Cheng (TPE) P 2–4   | nu a avansat          | nu a avansat         | nu a avansat      | nu a avansat      | =17 |
| Adina Diaconu Elizabeta Samara Bernadette Szőcs | Echipa feminină | N/A               | N/A                  | N/A                 | India (IND) · P 2–3   | nu a avansat         | nu a avansat      | nu a avansat      | =9  |
| Ovidiu Ionescu Bernadette Szőcs                 | Dublu mixt      | N/A               | N/A                  | N/A                 | Lum / Jee (AUS) C 4–1 | Lim Shin (KOR) P 0–4 | nu au avansat     | nu au avansat     | =5  |

## Tir cu arcul
Feminin
| Sportiv              | Probă      | Calificare | Calificare | Primul meci       | Al doilea meci         | Optimi          | Sferturi de finală | Semifinale    | Finală / FM   | Loc |
| Sportiv              | Probă      | Scor       | Seed       | Adversar Scor     | Adversar Scor          | Adversar Scor   | Adversar Scor      | Adversar Scor | Adversar Scor | Loc |
| -------------------- | ---------- | ---------- | ---------- | ----------------- | ---------------------- | --------------- | ------------------ | ------------- | ------------- | --- |
| Mădălina Amăistroaie | Individual | 637        | 47         | Moshe (ISR) C 7–1 | Rebagliati (ITA) C 7–3 | Nam (KOR) P 2–6 | nu a avansat       | nu a avansat  | nu a avansat  | =9  |

## Triatlon
Felix Duchampt reprezintă România la triatlon pentru a doua ediție consecutivă.
| Sportiv        | Probă    | Înot (1,5 km) | Trans 1 | Ciclism (40 km) | Trans 2 | Alergare (10 km) | Timp total | Loc |
| -------------- | -------- | ------------- | ------- | --------------- | ------- | ---------------- | ---------- | --- |
| Felix Duchampt | Masculin | 23:05         | 0:50    | 56:35           | 0:30    | 35:00            | 1:56:00    | 50  |

## Legături externe
- Materiale media legate de România la Jocurile Olimpice de vară din 2024 la Wikimedia Commons
- Echipa olimpică a României[nefuncțională – arhivă]
 la Comitetul Olimpic si Sportiv Român
- en  TEAM/NOC ATHLETES ROMANIA la olympics.com